# سیارک ۷۴۶۲۵
سیارک ۷۴۶۲۵ (به انگلیسی: 74625 Tieproject، نامگذاری:1999RR34) هفتاد و چهار هزار و ششصد و بیست و پنجمین سیارک کشف شده‌است که در ۱۰ سپتامبر ۱۹۹۹ کشف شد.